# Cabernet Deneuve
Cabernet Deneuve (Каберне Денёв) — российская ска-группа из Москвы. Название представляет собой игру слов — сочетание названия популярного сорта винограда и вина Каберне и имени актрисы Катрин Денёв.

## История
В середине 1990-х годов, во время учёбы в МГУ, студенты Сергей Миланин и Константин Карабчеев основали любительский музыкальный коллектив «Бертолетова соль».
В 1997 коллектив сменил название на «Cabernet Deneuve». В состав вошли аспирантка экономического факультета МГУ Татьяна Комиссарова, исполнявшая партии бэк-вокала. Она стала лидирующей вокалисткой и выступала под сценическим именем Таня Канфета. Чуть позже к этому псевдониму добавился непременный эпитет «Фантастическая». Трубач Ярослав Волковыский, который привёл в группу саксофониста Сергея Лупола и тромбониста Алексея Панкратова.
В 1998 году, с приходом духовой секции, состав которой остаётся неизменным на протяжении всего творческого пути группы, музыкальный стиль группы изменился, добавились элементы ямайского ска. «Cabernet Deneuve» активно гастролировал, принимал участие в ряде фестивалей. В то время звучание группы представлял собой смесь русских и карибских стилей, сами участники коллектива характеризовали его как «трёхголосый смешанный речитатив, ассоциативная поэзия, мелодичные пачки трубы и саксофона, намеренно устаревший звук гитары».
В 2001 году вышел дебютный альбом «Кабачки», песни с которого появились более чем на 10 различных сборниках, в том числе зарубежных. К тому времени сформировалась концепция группы — живая танцевальная культура, основанная на собственных песнях. Стилистически в музыке преобладают ритмы Ямайки и Кубы.
В августе 2004 года вышел второй альбом группы «Лучше всех». Его продюсером стал Иван Трофимов, поэт и идеолог группы «Запрещённые барабанщики» и сооснователь рекорд-лейбла «3-tone». Песни из альбома вошли в хит-парады радиостанции «Наше радио». Музыкальный обозреватель радиостанции «Эхо Москвы» Александр Плющев назвал певицу Таню Канфету лучшей рок-артисткой Москвы.[значимость факта?] В это время группа активно гастролировала, побывала в различных регионах России от Крайнего Севера (Норильск) до Дальнего Востока (Хабаровск).
Группу часто приглашали для поддержки выступлений в России звёзд музыки ска. Так, в 2003 году Cabernet Deneuve выступали с британской группой Bad Manners. В 2004 году они открывали московский концерт The Skatalites, участвовали в концерте с The Toasters. В 2007 году в финале крупнейшего российского ска-фестиваля «аSKAрбин» группа исполнила несколько песен с немецким музыкантом Dr. Ring-Ding.
В 2005 году американский лейбл Megalith Records на своём сборнике выпустил композицию группы «Копыта и хвосты».
В 2002, 2004 и 2005 годах Cabernet Deneuve участвовала в российском фестивале «Нашествие» и на фестивале «Крылья».
В 2006 году прекратилось сотрудничество группы с Таней Канфетой. На смену ей пришла Елена «Великолепная» и группа продолжила постоянные выступления. В период смены вокалисток был создан инструментальный сайд-проект группы — Chattanooga Ska Orchestra (назван по одной из песен с альбома «Лучше всех»). Проект был ориентирован в основном на концертные выступления. Основа репертуара — обработки классических, джазовых и эстрадных тем в стиле ска, а также собственные произведения участников группы.
В 2009 году на лейбле «Союз» вышел третий альбом группы Cabernet Deneuve «Помощь идёт».
С 2010 года группа выступает с певицей Екатериной Косяковой.
В 2021-м году во время пожара в своей квартире погиб фронтмен и поэт группы Константин Карабчеев. Группа, не выступавшая почти 10 лет, собралась, чтобы записать альбом в его память. На вокал вернулась Таня Канфета.
23 декабря 2022 года вышел альбом «Смерти нет».

## Состав группы
- Сергей «dj механик» Миланин — клавишные, вокал
- Татьяна «Таня Канфета» Комиссарова — вокал
- Ярослав Волковыский — труба
- Сергей «Лужик» Лупол — альт-саксофон
- Алексей Панкратов — тромбон
- Макс «Шар» Боронин — гитара
- Антон Серебренников — бас-гитара
- Сергей Егоров — ударные
- Рей Фромета — перкуссия

### Бывшие участники
- Константин «mc краник» Карабчеев — вокал, шоу, гуиро
- Екатерина Косякова — вокал
- Елена «Великолепная Гудкова» Гудкова — вокал
- Евгений Новиков — гитара
- Андрей «Лысый» Близнюк — бас-гитара
- Сергей «Путин» Путий — ударные
- Валентин Тарасов — барабаны
- Андрей «Skaraboss» Парфёнов — ударные
- Павел Гонин — гитара
- Владимир Окунев — бас

## Дискография

### Студийные альбомы
- 2001 — Кабачки[7]
- 2004 — Лучше всех[12]
- 2009 — Помощь идёт[13][14]
- 2022 — Смерти нет[10]

### Мини-альбомы
- 1997 — Дневник Евы
- 1998 — Половина